# Swayambhunath

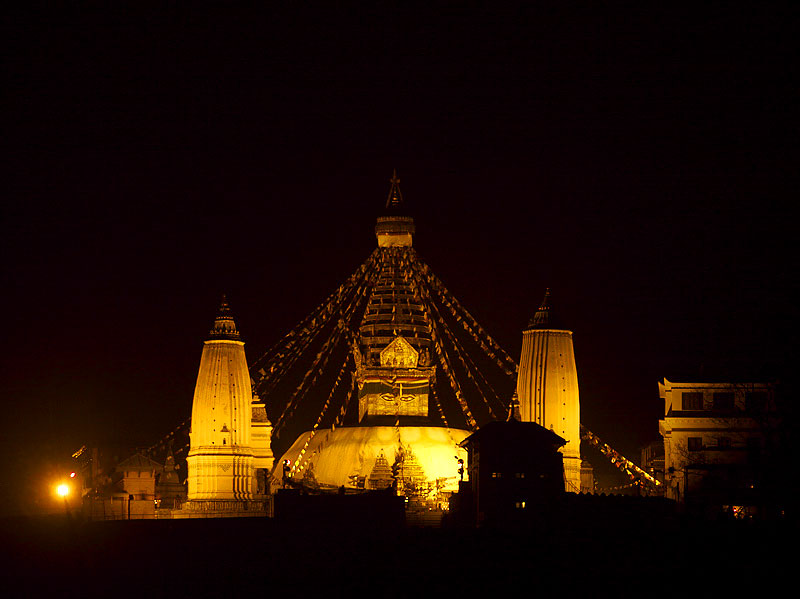
Vista noturna de Swayambhunath

Swayambhunath (em devanágari: स्वयम्भूनाथ स्तुप), também romanizado Swoyambhunath, é um complexo religioso, principalmente budista, mas também hindu, situado no cumo de uma colina no vale de Catmandu, num subúrbio a oeste de Catmandu. Também é conhecido como Templo do Macaco (em inglês: Monkey Temple, devido à existência de uma colónia de macacos considerados sagrados que vive na parte noroeste do complexo. O nome tibetano (trans. Wylie: Phags.pa Shing.kun) significa "Árvores Sublimes", uma alusão às muitas variedades de árvores que se encontram na colina. No entanto Shing.kun pode ser uma corruptela do nome local em neuari do complexo — Singgu.
O templo ocupa um lugar central nos mitos das origens e na prática religiosa quotidiana dos neuaris budistas, para quem Swayambhunath é provavelmente o local de peregrinação mais sagrado. Para os tibetanos e seguidores do budismo tibetano, o templo é o mais sagrado do Nepal a seguir a Boudhanath.
O complexo consiste numa estupa, vários santuários e templos, alguns datados do período Licchavi . Um mosteiro tibetano, um museu, uma biblioteca, lojas, restaurantes e hospedarias são adições mais recentes. A estupa tem os "olhos de Buda" pintados nas quatro faces da torre. O local tem dois acessos: uma longa escadaria muito íngreme, supostamente com 365 degraus, que conduz diretamente à plataforma principal do templo, que fica na parte leste do cume da colina; e uma estrada que dá a volta à colina a partir do lado sul e que conduz até à entrada sudoeste. A primeira coisa que se vê quando se chega ao cimo da escadaria é um enorme Vajra (em tibetano: Dorje), o ceptro-relâmpago.
Muita da iconografia de Swayambhunath tem origem na tradição Vajrayana do budismo neuari. No entanto, o complexo é também um sítio importante para budistas de muitas escolas e é também reverenciado por hindus.[carece de fontes?]

## Mitologia
Segundo o “ Swayambhu Purana”, todo o vale de Catmandu esteve em tempos coberto por um enorme lago, no qual nasceu um lótus. O vale tornou-se conhecido como Swayambhu, que significa "que se criou a ele próprio". O nome tem origem numa chama eterna (svyaṃbhu) sobre a qual foi construída depois uma sūpa. Segundo uma outra versão da lenda, quando o lago desapareceu, o lótus transformou-se na colina de Swayambhu, que significa "se elevou sozinha". Estudos geológicos modernos confirmam que outrora o vale foi realmente coberto por um lago.
Outra variante da lenda envolve Manjusri, o bodisatva da sabedoria e ensino, que teve uma visão do lótus em Swayambhu e viajou para lá para o adorar. Vendo que o vale podia ser um bom local para habitar e para tornar o local mais acessível a peregrinos humanos, Manjusri cortou uma garganta em Chovar, o que fez com que a água se escoasse do lago, dando lugar ao vale onde se encontra atualmente Catmandu. O lótus foi transformado numa colina e a flor tornou-se a estupa de Swayambhunath. O local é também conhecido como o Templo do Macaco porque na parte noroeste do complexo vivem macacos. Estes são considerados sagrados porque Manjusri deixou crescer o cabelo enquanto erguia a colina em que o templo se encontra; isso fez com que ficasse com piolhos, que depois se transformaram nos macacos que desde então vivem no templo.[carece de fontes?]

### Swayambhu Purana
O “Swayambhu Purana” (em devanágari: स्वयम्भू पूराण) é um manuscrito budista acerca da origem e desenvolvimento do vale de Catmandu. Fala detalhadamente sobre todos os budas que foram a Catmandu e também fornece informações acerca do primeiro e segundo budas no Budismo.[carece de fontes?]

## História

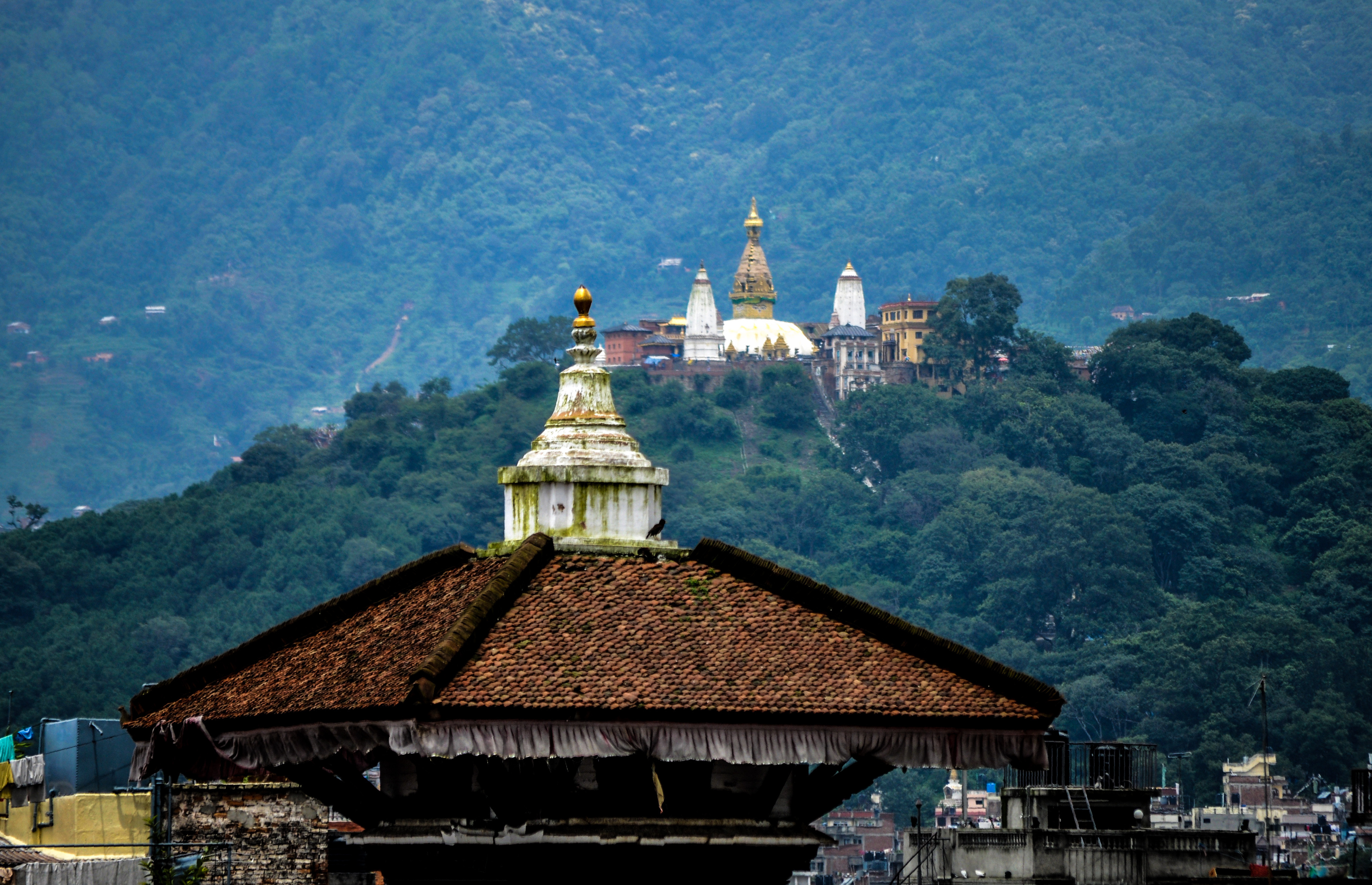
Vista da colina de Swayambhunath

Swayambhunath é um dos locais religiosos mais antigos do Nepal. Diz-se que o imperador Asoka (r. 268–232 a.C.) visitou o local e ali mandou construir um templo na colina que depois foi destruído.[carece de fontes?]
Segundo o “Gopālarājavaṃśāvalī”, o templo foi fundado pelo tetravô do rei Mānadeva (r. 464–505 d.C.), o rei Vṛsadeva c. início do século V. Isso mesmo parece ser confirmado por uma inscrição em pedra danificada encontrada no local, que indica que o rei Mānadeva ordenou que fossem feitas obras em 640. Durante o século XIV, invasores mogóis de Bengala abriram a estupa à procura de ouro, a qual foi depois restaurada nos séculos seguintes.
Apesar do sítio ser considerado budista, o local também é venerado por hindus. Sabe-se que numerosos reis hindus prestaram homenagem no templo, incluindo Pratap Malla, o poderoso rei de Catmandu que foi responsável pela construção no século XVII das duas sikharas esguias (templos) de estilo indiano de Anantapura e Pratapura que flanqueiam o plinto do Vajra e da escadaria oriental.[carece de fontes?]
A estupa foi completamente renovada entre junho de 2008 e maio de 2010 — o último grande restauro tinha sido realizado em 1921. Foi a 15ª vez que foi reconstruída desde que foi construída. O domo foi novamente dourado usando 20 kg de ouro. O restauro foi financiado pelo Centro de Meditação Nyingma Tibetano da Califórnia.

## Arquitetura e simbolismo da estupa

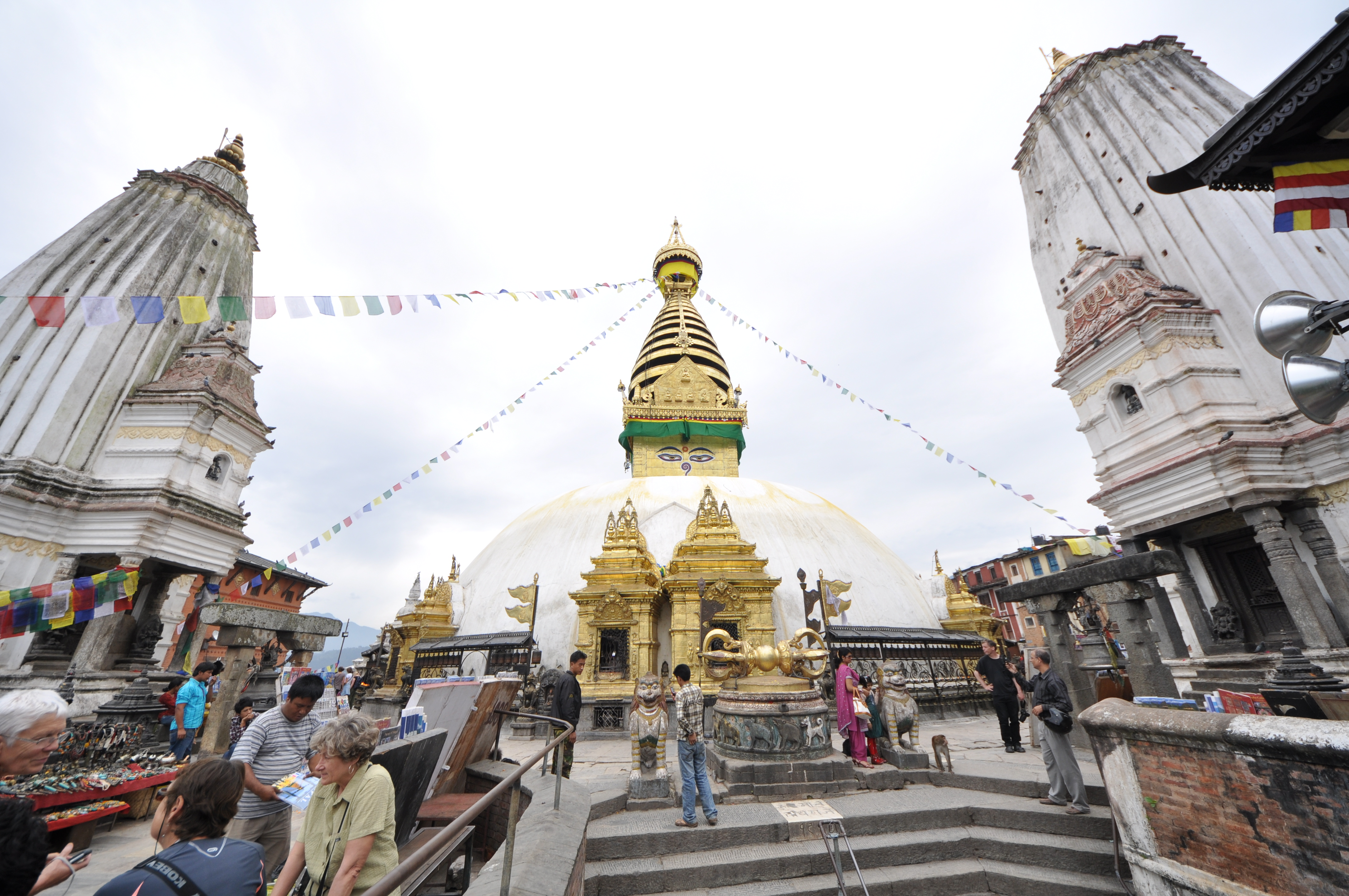
A estupa principal e o cimo da escadaria oriental, com o grande vajra dourado ladeado dos leões guardiães

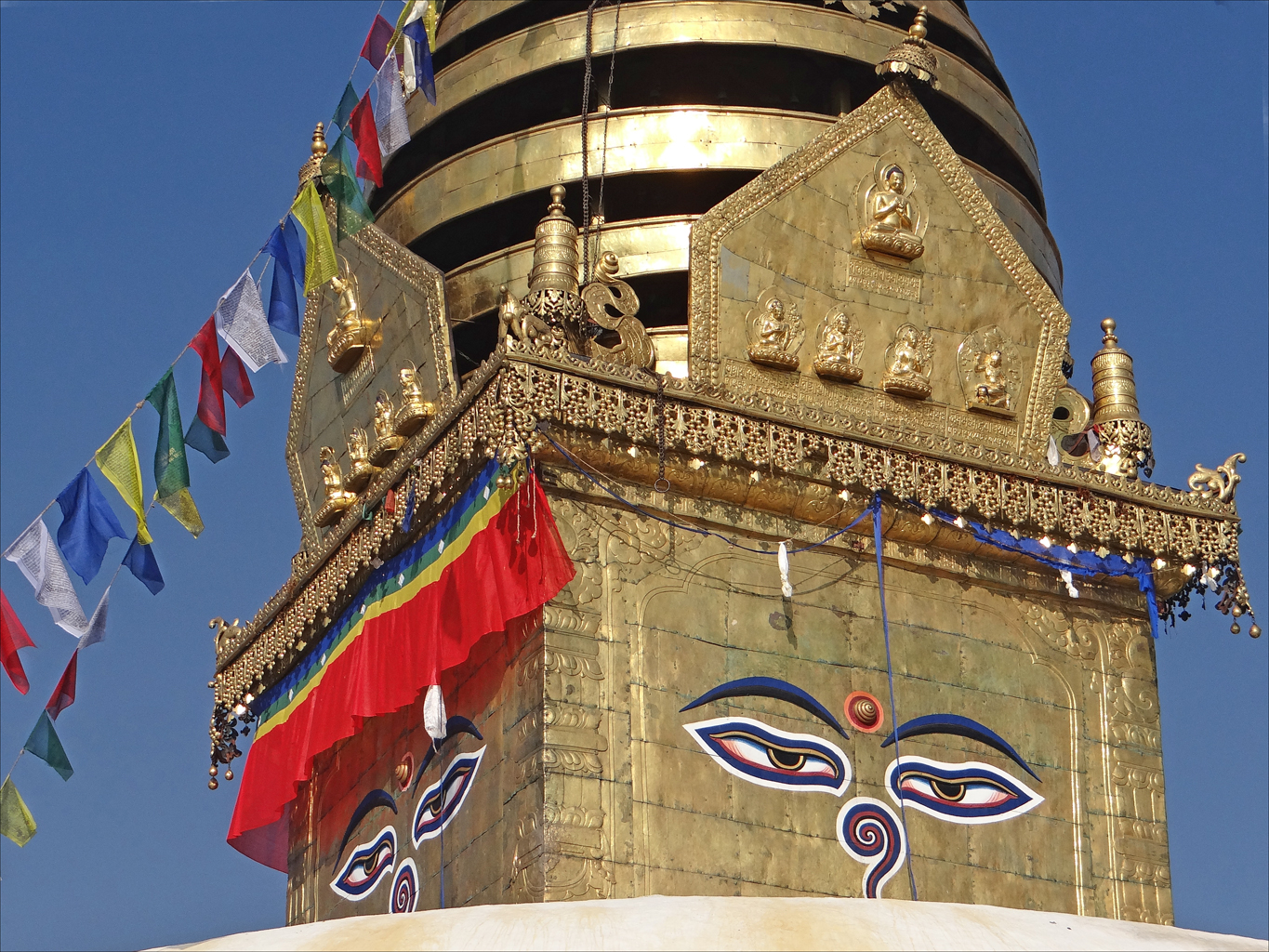
Detalhe do cimo da estupa, com os "olhos de Buda"

A estupa consiste num domo na base, sobre o qual há uma estrutura cúbica pintada como os "olhos de Buda" olhando nas quatro direções. Há torans pentagonais acima de cada um dos quatro lados, com estátuas esculpidas neles. Atrás e acima da torana há 13 níveis ou terraços e acima de todos eles há um pequeno espaço onde se situa o gajur (pináculo).[carece de fontes?]
O domo na base representa o mundo. Quando uma pessoas se liberta das amarras do mundo (acontecimento representado pelos olhos da sabedoria e compaixão), atinge o estado de iluminação no budismo. Os treze pináculos no topo simbolizam que os seres sencientes têm que percorrer os treze estágios de realizações espirituais para atingirem a iluminação ou estado de buda.[carece de fontes?]
Em cada um dos quatro lados do cimo da estupa principal há um par de grandes olhos, que representam a sabedoria e compaixão. Os olhos estão virados para as quatro direções para simbolizarem a omnisciência de um buda. Entre cada um dos pares de olhos, no sítio do nariz, há um símbolo semelhante a um ponto de interrogação que é o caráter que representa o número um em nepalês e sânscrito, que simboliza a unidade de todas as coisas e o caminho único para alcançar a iluminação — através dos ensinamentos de Buda. Acima de cada par de olhos há outro olho, o chamado terceiro olho. Diz-se que quando Buda prega, raios cósmicos emanam do terceiro olho que atuam como mensagens para seres celestes, de forma a que aqueles que estejam interessados possam descer à terra para ouvirem o Buda. Os seres infernais e seres abaixo da humanidade não podem vir à terra para ouvir os ensinamentos do Buda, mas os raios cósmicos aliviam o seu sofrimento quando Buda prega.[carece de fontes?]
Há relevos dos Panch Budas (Cinco Budas da Meditação) em cada um dos quatro lados da estupa. Há também estátuas de budas na base das estupas. Os Panch Budas são Buda num sentido metafórico no Tantrayana. Eles são Vairocana (o buda do centro, que ocupa o centro do templo e é o seu mestre), Akshobya (virado para oriente e que representa o elemento cósmico da consciência), Ratnasambhava (virado para sul e que representa o elemento cósmico da sensação), Amitaba (virado para ocidente e que representa o elemento cósmico de Sanjna [nome]) e Amoghasiddhi (virado para norte e que representa a conformação).[carece de fontes?]
Todas as manhãs, antes do nascer do sol, centenas de peregrinos budistas (Vajrayana) e hindus sobem os 365 degraus do lado oriental que conduzem ao cimo da colina, passam pelo vajra e os dois leões que guardam a entrada e iniciam uma série de voltas em redor da estupa no sentido dos ponteiros de relógio.[carece de fontes?]